# Folke Sandström
Einar Folke Emanuel Sandström (Halmstad, 27 settembre 1892 – Alingsås, 18 agosto 1962) è stato un cavaliere e militare svedese.

## Palmarès
- Bronzo a Berlino 1936 nel dressage a squadre.